# Baggasjön
Baggasjön är en sjö i Herrljunga kommun och Vårgårda kommun i Västergötland och ingår i Göta älvs huvudavrinningsområde. Sjön har en area på 0,0657 kvadratkilometer och ligger 168,2 meter över havet. Väster om sjön ligger Baggasjömossen.

## Delavrinningsområde
Baggasjön ingår i det delavrinningsområde (643078-132934) som SMHI kallar för Utloppet av Ornungasjö. Medelhöjden är 173 meter över havet och ytan är 16,04 kvadratkilometer. Det finns inga avrinningsområden uppströms utan avrinningsområdet är högsta punkten. Sällerhögsån som avvattnar avrinningsområdet har biflödesordning 4, vilket innebär att vattnet flödar genom totalt 4 vattendrag innan det når havet efter 106 kilometer. Avrinningsområdet består mestadels av skog (52 procent) och jordbruk (14 procent). Avrinningsområdet har 3,14 kvadratkilometer vattenytor vilket ger det en sjöprocent på 19,6 procent.

## Galleri

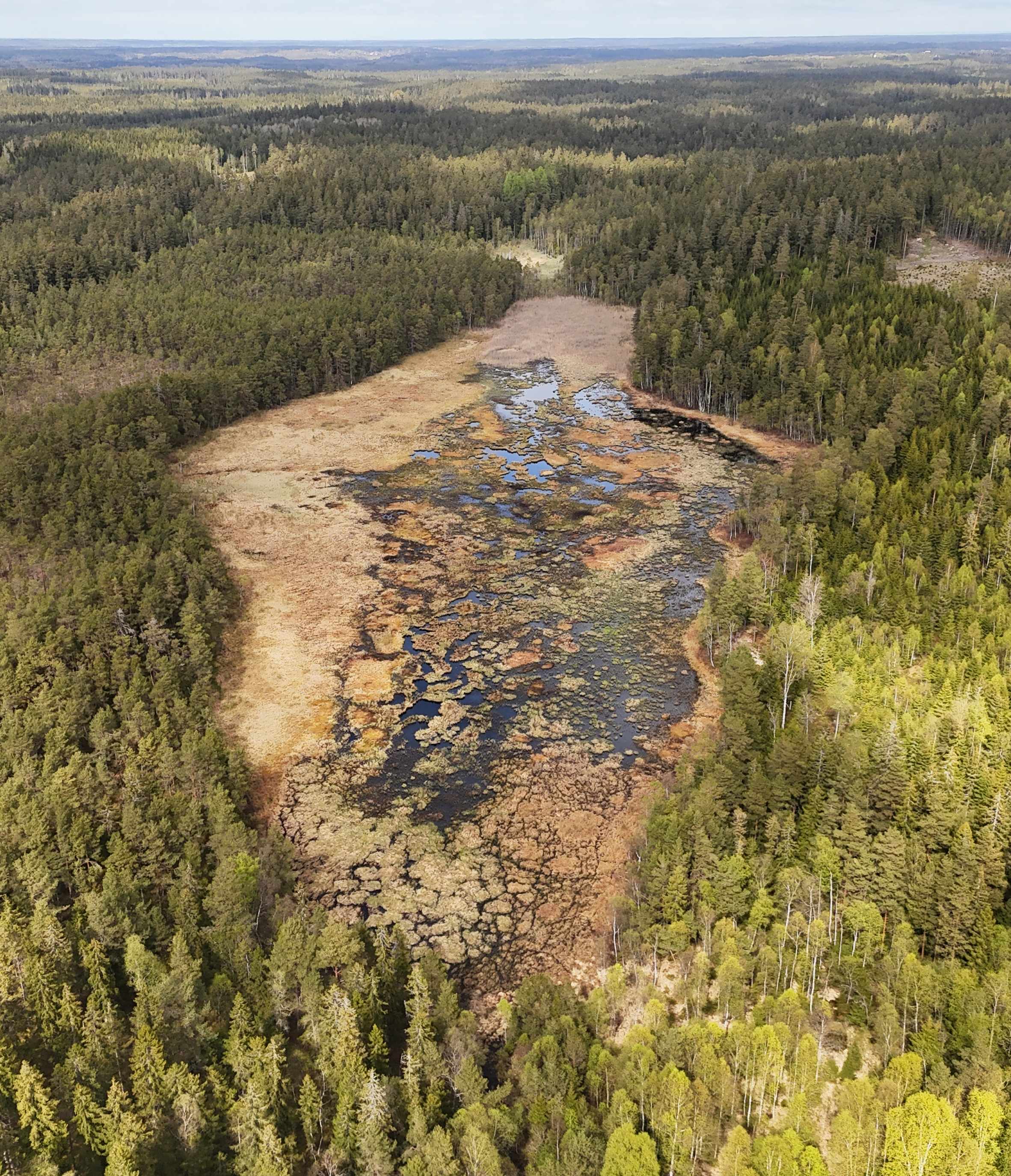
Baggasjön är en sjö som är på väg att växa igen.